# Kabinett Laschet
Das Kabinett Laschet bildete vom 30. Juni 2017 bis zum 27. Oktober 2021 die Landesregierung von Nordrhein-Westfalen unter dem Ministerpräsidenten Armin Laschet. CDU und FDP bildeten nach der Landtagswahl am 14. Mai 2017 eine schwarz-gelbe Koalition. Sie verfügte über genau eine Stimme Mehrheit im nordrhein-westfälischen Landtag.
Der Koalitionsvertrag wurde am 16. Juni 2017 vorgestellt. Laschet wurde am 27. Juni 2017 zum Ministerpräsidenten gewählt. Am 30. Juni 2017 wurden die Minister des Kabinetts vereidigt und die Staatssekretäre ernannt. Der Staatssekretär und Amtschef im Ministerium für Kinder, Familie, Flüchtlinge und Integration Andreas Bothe wurde erst am 6. Juli 2017 ernannt, der Staatssekretär für Bundes- und Europaangelegenheiten sowie Internationales Mark Speich, der zugleich als Bevollmächtigter beim Bund und Leiter der Landesvertretung in Berlin fungiert, trat sein Amt am 1. September an.
Am 25. Oktober 2021 trat Armin Laschet als Ministerpräsident von Nordrhein-Westfalen zurück, um als Abgeordneter in den 20. Deutschen Bundestag zu wechseln. Zunächst blieb er einen Tag lang geschäftsführend im Amt, mit der Konstituierung des neuen Bundestages am 26. Oktober, dem Laschet seither angehört, übernahm der stellvertretende Ministerpräsident Joachim Stamp (FDP) übergangsweise die Regierungsgeschäfte. Am 27. Oktober wurde der nordrhein-westfälische CDU-Landesvorsitzende Hendrik Wüst zum Ministerpräsidenten gewählt.

## Abstimmung im Landtag Nordrhein-Westfalen
| Wahlgang                                                                                  | Kandidat          | Kandidat            | Stimmen    | Stimmenzahl | Anteil | Unterstützer | Unterstützer | Unterstützer |
| ----------------------------------------------------------------------------------------- | ----------------- | ------------------- | ---------- | ----------- | ------ | ------------ | ------------ | ------------ |
| 1. Wahlgang                                                                               |                   | Armin Laschet (CDU) | Ja-Stimmen | 100         | 50,2 % |              |              | CDU, FDP     |
| 1. Wahlgang                                                                               | Nein-Stimmen      | Armin Laschet (CDU) | 78         | 39,2 %      |        |              |              | CDU, FDP     |
| 1. Wahlgang                                                                               | Enthaltungen      | Armin Laschet (CDU) | 2          | 1,0 %       |        |              |              | CDU, FDP     |
| 1. Wahlgang                                                                               | Ungültige Stimmen | Armin Laschet (CDU) | 16         | 8,0 %       |        |              |              | CDU, FDP     |
| 1. Wahlgang                                                                               | nicht abgegeben   | Armin Laschet (CDU) | 3          | 1,5 %       |        |              |              | CDU, FDP     |
| Damit wurde Armin Laschet zum Ministerpräsidenten des Landes Nordrhein-Westfalen gewählt. |                   |                     |            |             |        |              |              |              |

## Kabinett
Das Kabinett setzte sich aus folgenden Personen zusammen:
| Amt oder Ressort | Bild                                       | Amtsinhaber(in)                                                          | Partei                    | Partei    | Bild                   | Staatssekretär(in)                                                                            | Partei    | Partei |
| --- | ------------------------------------------ | ------------------------------------------------------------------------ | ------------------------- | --------- | ---------------------- | --------------------------------------------------------------------------------------------- | --------- | ------ |
| Ministerpräsident Staatskanzlei |                                            | Armin Laschet (bis 26. Oktober 2021)                                     |                           | CDU       |                        | Nathanael Liminski (Chef der Staatskanzlei, ab 31. August 2017 zugleich Medienstaatssekretär) |           | CDU    |
| Ministerpräsident Staatskanzlei | Andrea Milz (Sport und Ehrenamt)           | Armin Laschet (bis 26. Oktober 2021)                                     |                           | CDU       |                        |                                                                                               |           | CDU    |
| Stellvertreter des Ministerpräsidenten |                                            | Joachim Stamp (ab 26. Oktober 2021 geschäftsführender Ministerpräsident) |                           | FDP       |                        | Andreas Bothe (Amtschef)                                                                      |           | FDP    |
| Kinder, Familie, Flüchtlinge und Integration |                                            | Joachim Stamp (ab 26. Oktober 2021 geschäftsführender Ministerpräsident) | Serap Güler (Integration) | FDP       |                        | CDU                                                                                           |           |        |
| Finanzen |                                            | Lutz Lienenkämper                                                        |                           | CDU       |                        | Patrick Opdenhövel                                                                            | CDU       |        |
| Inneres |                                            | Herbert Reul                                                             | CDU                       |           | Jürgen Mathies         |                                                                                               | parteilos |        |
| Wirtschaft, Innovation, Digitalisierung und Energie |                                            | Andreas Pinkwart                                                         |                           | FDP       |                        | Christoph Dammermann                                                                          |           | FDP    |
| Arbeit, Gesundheit und Soziales |                                            | Karl-Josef Laumann                                                       |                           | CDU       |                        | Edmund Heller                                                                                 |           | CDU    |
| Schule und Bildung |                                            | Yvonne Gebauer                                                           |                           | FDP       |                        | Mathias Richter                                                                               |           | FDP    |
| Heimat, Kommunales, Bau und Gleichstellung | Foto: Ina Scharrenbach                     | Ina Scharrenbach                                                         |                           | CDU       | Foto: Dr. Jan Heinisch | Jan Heinisch                                                                                  |           | CDU    |
| Justiz |                                            | Peter Biesenbach                                                         | CDU                       |           | Dirk Wedel             |                                                                                               | FDP       |        |
| Verkehr |                                            | Hendrik Wüst                                                             | CDU                       |           | Hendrik Schulte        |                                                                                               | parteilos |        |
| Umwelt, Landwirtschaft, Natur- und Verbraucherschutz |                                            | Christina Schulze Föcking (bis 15. Mai 2018)                             | CDU                       |           | Heinrich Bottermann    |                                                                                               | CDU       |        |
| Umwelt, Landwirtschaft, Natur- und Verbraucherschutz | Ursula Heinen-Esser (ab 24. Mai 2018)      |                                                                          | CDU                       |           | Heinrich Bottermann    |                                                                                               | CDU       |        |
| Kultur und Wissenschaft |                                            | Isabel Pfeiffer-Poensgen                                                 |                           | parteilos |                        | Klaus Kaiser (Parlamentarischer Staatssekretär im Ministerium für Kultur und Wissenschaft)    | CDU       |        |
| Kultur und Wissenschaft | Annette Storsberg (bis 30. September 2021) | Isabel Pfeiffer-Poensgen                                                 |                           | parteilos |                        |                                                                                               | CDU       |        |
| Bundes- und Europaangelegenheiten, Internationales und Medien (bis 31. August 2017) Bundes- und Europaangelegenheiten sowie Internationales (seit 31. August 2017) |                                            | Stephan Holthoff-Pförtner                                                |                           | CDU       |                        | Mark Speich                                                                                   |           | CDU    |